# Benton (Arkansas)
Benton település az Amerikai Egyesült Államok Arkansas államában, Saline megyében, melynek megyeszékhelye is. Lakosainak száma 35 014 fő (2020. április 1.).

## Népesség
A település népességének változása:

| 2010 | 30 681 |
| 2020 | 35 014 |